# Cantó de Marmanda Est
El cantó de Marmanda Est és un cantó francès del departament d'Òlt i Garona, situat al districte de Marmanda. Té 9 municipis i part del de Marmanda.

## Municipis
- Agmé
- Birac sus Trec
- Heugaròlas
- Gontaut de Nogaret
- Hautasvinhas
- Longavila
- Marmanda
- Sent Pardol de lo Brolh
- Talhaborg
- Viraselh

## Història
| Data d'elecció                           | Identitat        | Partit | Qualitat |
| ---------------------------------------- | ---------------- | ------ | -------- |
| 1973-1985                                | M. Guillot       | UDF    |          |
| 1985-2004                                | Gilberte Larrieu | UDF    |          |
| 2004-                                    | Jacques Bilirit  | PS     |          |
| les dades anteriors no són pas conegudes |                  |        |          |
|                                          |                  |        |          |

## Demografia
| 1962 | 1968 | 1975 | 1982 | 1990 | 1999 | 2006   |
| ---- | ---- | ---- | ---- | ---- | ---- | ------ |
| -    | -    | -    | -    | -    | -    | 14.581 |